# گکوی پولک‌تیغه‌ای ایرانی
گکوی پولک‌تیغه‌ای ایرانی (نام علمی: Mediodactylus aspratilis) که به نام گکوی ایرانی نیز شناخته می‌شود، یک گونه از مارمولک‌های خانواده گکویان و بومی جنوب غرب ایران است.